# 이래셔널 게임스
이래셔널 게임스 또는 2K 보스턴 주식회사/ 2K 오스트레일리아는 루킹 글래스 스튜디오 출신 비디오 게임 제작자 켄 레빈, 조나단 체이, 로버트 퍼미어가 1997년 설립한 회사이다. 2006년 1월 9일, 테이크투 인터랙티브가 이래셔널 게임즈를 매입해 2K 게임즈 산하에 들어가있다.
2K 보스턴/2K 오스트레일리아는 매사추세츠주 퀸시와 오스트레일리아 캔버라에 스튜디오를 가지고 있다.

## 게임
- 시스템 쇼크 2
- 딥 커버 (미발매)
- 더 로스트 (개발 취소)
- 프리덤 포스
- 트라이브스: 벤전스
- 프리덤 포스 대 제3제국
- 스와트 4
- 스와트 4: 스테츠코브 신디케이트
- 레디 오어 낫: 스페셜 웨픈 앤 택틱스
- 바이오쇼크
- 바이오쇼크 인피니트